# Праліси і квазіпраліси Суходільського лісництва
Праліси і квазіпраліси Суходільського лісництва — пралісова пам'ятка природи місцевого значення. Об'єкт розташований на території Верховинського району Івано-Франківської області, ДП «Брошнівське лісове господарство», Суходільське лісництво, квартал 42, виділи 2, 5, 6, 9; квартал 43, виділи 2, 5, 6, 7, 8, 10.
Площа — 102,9 га, статус отриманий у 2020 році.